# 徐晓飞 (足球运动员)
徐晓飞（1982年3月7日—）是中国足球运动员，司职中场，曾经在日本大学生联赛和低级别球队效力，返回中国后不久因身体原因而退役。2012年复出，现效力于日本四国（地区）联赛球队南FC。

## 俱乐部生涯
徐晓飞10岁那年，跟随母亲去了日本，也就是在日本期间，徐晓飞开始接触足球，13岁时，徐晓飞跟随母亲回到了国内，他加盟了四川全兴少年队，1997年，徐晓飞成为了北京国安三队的一员，在那期间，徐晓飞成为了国家少年队的一员，参加了U17亚洲杯的比赛，1999年，徐晓飞回到了日本，一年后，徐晓飞考入了鹿屋体育大学。
徐晓飞于2005年在鹿屋体育大学体育系毕业，并因在日本大学生足球联赛中表现出色在同年签约日本职业足球乙级联赛球队札幌冈萨多。随后他又先后效力于四国（地区）联赛球队讚岐釜玉海，日本足球联赛（业余）球队鳥取飛翔和三菱水島队。
2009赛季，徐晓飞回到中国，加盟中超球队河南建业。2009年9月12日，徐晓飞在河南建业客场2比3不敌成都谢菲联的比赛中首次代表球队出场。
但在赛季结束后的体检中，徐晓飞被发现其有心律失常的现象。12月16日，徐晓飞在博客发表文章宣布退役。之后徐晓飞返回鹿屋体育大学继续深造，2012年3月毕业。
2012年4月，徐晓飞复出加盟日本四国联赛球队南FC。